# Monterrubio de la Demanda
Monterrubio de la Demanda è un comune spagnolo di 63 abitanti situato nella comunità autonoma di Castiglia e León.